# Polyommatus lockharti
Polyommatus lockharti är en fjärilsart som beskrevs av Arthur Francis Hemming 1929. Polyommatus lockharti ingår i släktet Polyommatus och familjen juvelvingar. Inga underarter finns listade i Catalogue of Life.